# Liste der Bodendenkmäler in Weidenberg
Auf dieser Seite sind die Bodendenkmäler in dem oberfränkischen Markt Weidenberg zusammengestellt. Diese Tabelle ist eine Teilliste der Liste der Bodendenkmäler in Bayern. Grundlage ist die Bayerische Denkmalliste, die auf Basis des Bayerischen Denkmalschutzgesetzes vom 1. Oktober 1973 erstmals erstellt wurde und seither durch das Bayerische Landesamt für Denkmalpflege geführt wird. Die folgenden Angaben ersetzen nicht die rechtsverbindliche Auskunft der Denkmalschutzbehörde.

## Bodendenkmäler in Weidenberg

### Bodendenkmäler in der Gemarkung Fischbach
| Lage                 | Objekt                                                                                      | Akten-Nr.     | Bild |
| -------------------- | ------------------------------------------------------------------------------------------- | ------------- | ---- |
| Fischbach (Standort) | Archäologische Befunde im Bereich des ehemaligen frühneuzeitlichen Schlosses von Fischbach. | D-4-6036-0084 |      |

### Bodendenkmäler in der Gemarkung Görschnitz
| Lage                  | Objekt                               | Akten-Nr.     | Bild |
| --------------------- | ------------------------------------ | ------------- | ---- |
| Görschnitz (Standort) | Grabhügel mit Funden der Bronzezeit. | D-4-6036-0004 |      |
| Görschnitz (Standort) | Mittelalterlicher Turmhügel.         | D-4-6036-0005 |      |

### Bodendenkmäler in der Gemarkung Lankendorf
| Lage                  | Objekt                                                                                             | Akten-Nr.     | Bild |
| --------------------- | -------------------------------------------------------------------------------------------------- | ------------- | ---- |
| Lankendorf (Standort) | Bestattungsplatz mit Grabhügel vorgeschichtlicher Zeitstellung.                                    | D-4-6036-0006 |      |
| Lankendorf (Standort) | Bestattungsplatz mit Grabhügel vorgeschichtlicher Zeitstellung mit Bestattungen der Hallstattzeit. | D-4-6036-0007 |      |
| Lankendorf (Standort) | Grabhügel vorgeschichtlicher Zeitstellung.                                                         | D-4-6036-0008 |      |
| Lankendorf (Standort) | Grabhügel vorgeschichtlicher Zeitstellung.                                                         | D-4-6036-0009 |      |
| Lankendorf (Standort) | Abschnittsbefestigung des frühen Mittelalters.                                                     | D-4-6036-0012 |      |

### Bodendenkmäler in der GemarkungLehen
| Lage             | Objekt                                                  | Akten-Nr.     | Bild |
| ---------------- | ------------------------------------------------------- | ------------- | ---- |
| Lehen (Standort) | Mittelalterlicher oder frühneuzeitlicher Kalkbrennofen. | D-4-6035-0008 |      |
| Lehen (Standort) | Grabhügel vorgeschichtlicher Zeitstellung.              | D-4-6036-0010 |      |

### Bodendenkmäler in der Gemarkung Lessau
| Lage              | Objekt | Akten-Nr.     | Bild |
| ----------------- | --- | ------------- | ---- |
| Lessau (Standort) | Neolithische Siedlung und mittelalterliche Wüstung mit Eisenverhüttung.                                                        | D-4-6035-0059 |      |
| Lessau (Standort) | Grabhügel vorgeschichtlicher Zeitstellung.                                                                                     | D-4-6036-0015 |      |
| Lessau (Standort) | Grabhügel vorgeschichtlicher Zeitstellung.                                                                                     | D-4-6036-0016 |      |
| Lessau (Standort) | Grabhügel vorgeschichtlicher Zeitstellung.                                                                                     | D-4-6036-0017 |      |
| Lessau (Standort) | Befunde des Mittelalters und der frühen Neuzeit im Bereich der Evangelisch-Lutherischen Filialkirche St. Matthäus von Stockau. | D-4-6036-0069 |      |

### Bodendenkmäler in der Gemarkung Mengersreuth
| Lage                    | Objekt                                                                                                | Akten-Nr.     | Bild |
| ----------------------- | --- | ------------- | ---- |
| Mengersreuth (Standort) | Befunde des Mittelalters und der frühen Neuzeit im Bereich des ehemaligen Schlosses von Mengersreuth. | D-4-6036-0071 |      |

### Bodendenkmäler in der Gemarkung Neunkirchen a.Main
| Lage                          | Objekt | Akten-Nr.     | Bild |
| ----------------------------- | --- | ------------- | ---- |
| Neunkirchen a.Main (Standort) | Grabhügel vorgeschichtlicher Zeitstellung.                                                                                                  | D-4-6035-0032 |      |
| Neunkirchen a.Main (Standort) | Befunde des Mittelalters und der frühen Neuzeit im Bereich der Evangelisch-Lutherischen Pfarrkirche St. Laurentius von Neunkirchen a. Main. | D-4-6035-1034 |      |

### Bodendenkmäler in der Gemarkung Sophienthaler Forst
| Lage                           | Objekt                       | Akten-Nr.     | Bild |
| ------------------------------ | ---------------------------- | ------------- | ---- |
| Sophienthaler Forst (Standort) | Mittelalterlicher Burgstall. | D-4-6036-0002 |      |

### Bodendenkmäler in der Gemarkung Weidenberg
| Lage                  | Objekt | Akten-Nr.     | Bild |
| --------------------- | --- | ------------- | ---- |
| Weidenberg (Standort) | Abegangener Ansitz Altes Schloß sowie Vorgängerbau und Befunde des Mittelalters und der frühen Neuzeit im Bereich der Evangelisch-Lutherischen Pfarrkirche St. Michael von Weidenberg. | D-4-6036-0054 |      |
| Weidenberg (Standort) | Vorgängerbau sowie Befunde des Mittelalters und der frühen Neuzeit im Bereich der Evang-Luth. Friedhofskirche St. Stephan von Weidenberg.                                              | D-4-6036-0055 |      |
| Weidenberg (Standort) | Befunde der frühen Neuzeit im Bereich des ehemaligen Oberen Schlosses von Weidenberg.                                                                                                  | D-4-6036-0056 |      |
| Weidenberg (Standort) | Mittelalterlicher Burgstall. | D-4-6036-0077 |      |